# Saye (Ouahigouya)
Pour les articles homonymes, voir Saye.
Saye est une localité située dans le département de Ouahigouya de la province du Yatenga dans la région Nord au Burkina Faso.

## Géographie
Saye se trouve à 5 km au sud du centre de Ouahigouya, le chef-lieu du département, à 4 km au nord-est de Sissamba et à 2 km à l'est de la route nationale 10.

## Santé et éducation
Le centre de soins le plus proche de Saye est le centre de santé et de promotion sociale (CSPS) de Sissamba tandis que le centre hospitalier régional (CHR) se trouve à Ouahigouya.

## Religion
La localité de Saye possède un sanctuaire marial sur sa colline – le sanctuaire Notre-Dame de Saye édifié sous l'impulsion du cardinal Philippe Ouédraogo et inauguré en 1999, il est rattaché aux deux paroisses de Ouahigouya (l'église-famille de Dieu des paroisses Notre-Dame-de-la-Délivrance et du Christ-Roi-de-l'Univers) –, qui est chaque année un important lieu de procession eucharistique lors des festivités de l'Assomption instituées par le pape Pie XII en 1950. Le site du sanctuaire s'étend sur 40 ha, abrite une grotte mariale et accueille un monastère octroyé aux sœurs moniales Sainte Clarisse du Rwanda.